# 日本扇珊瑚
日本扇珊瑚（學名:Melithaea japonica）是扇珊瑚屬底下的一個種。主要生活在日本淺水。

## 生長
日本扇珊瑚在20°C生長最快速的時候，也是對他們最適宜的溫度，平均每年可以長大約2.9~11.4毫米，珊瑚個體的分支每年可以往外延升至24.8至30.4毫米 。假如珊瑚的分支斷裂，那斷裂的區域就會加速生長，補足斷裂區域，並形成扇形。牠們通常生長在20°C ~29.2°C的水溫。

## 分布
日本本島、九州到南韓沿岸至沖繩和到釣魚臺列嶼。生活在水深大約20~62公尺。

## 食物
日本扇珊瑚以蟲黃藻為主要的能量來源，也會捕獵浮游生物。

## 資料來源
1. ↑  . www.marinespecies.org.   [2023-08-31]. （原始内容存档于2023-08-31）.
2. ↑   .   [2023-09-01]. （原始内容存档于2023-09-01）.
3. ↑  . www.reeflex.net.   [2023-09-02]. （原始内容存档于2023-09-02）.
4. ↑  . www.reeflex.net.   [2023-09-02]. （原始内容存档于2023-09-02）.